# Delta (Iowa)
Pour les articles homonymes, voir Delta (homonymie).
La localité américaine de Delta est située dans le comté de Keokuk, dans l’État de l’Iowa. Lors du recensement de 2010, sa population s’élevait à 328 habitants.

## Source
- (en) Cet article est partiellement ou en totalité issu de l’article de Wikipédia en anglais intitulé « Delta, Iowa » (voir la liste des auteurs).